# Obelia geniculata
Obelia geniculata är en nässeldjursart som först beskrevs av Carl von Linné 1758.  Obelia geniculata ingår i släktet Obelia och familjen Campanulariidae. Det är osäkert om arten förekommer i Sverige. Inga underarter finns listade i Catalogue of Life.

## Bildgalleri

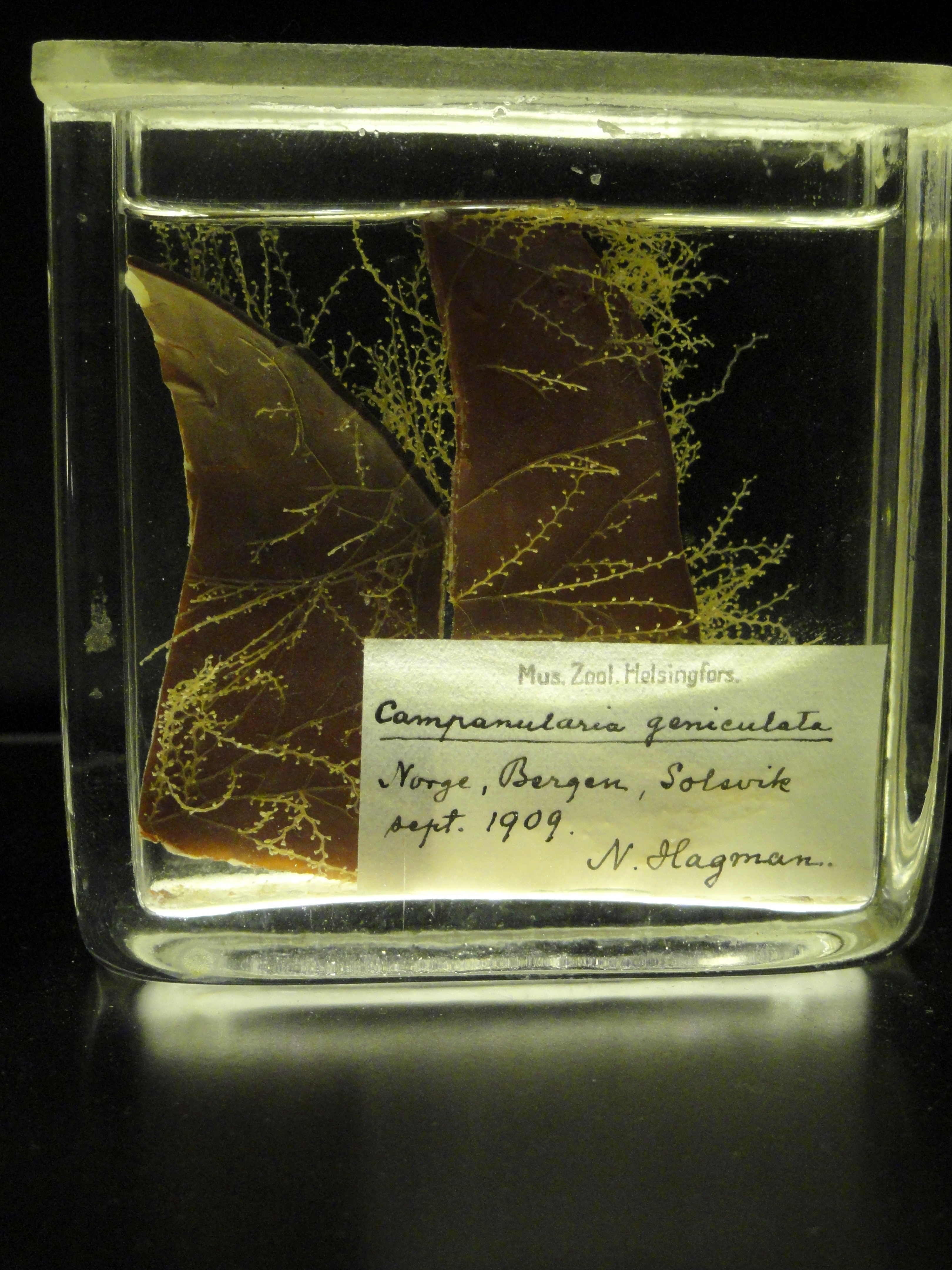